# Edward C. Tolman
Edward Chace Tolman, ameriški psiholog, * 14. april 1886, West Newton, Massachusetts, ZDA, † 19. november 1959, Berkeley, Kalifornija, ZDA.
Leta 1937 je bil izvoljen za predsednika Ameriškega psihološkega združenja.